# James Reuter
James Bertram Reuter (21 de mayo de 1916 - 31 de diciembre de 2012) fue un profesor y sacerdote católico jesuita estadounidense que vivió en Filipinas desde que tenía 22 años.

## Biografía
Fue profesor en la Universidad Ateneo de Manila. Él era una figura pública muy conocida que fue escritor, director y productor de teatro, radio, prensa y cine. También fue una figura prominente en la resistencia contra el dominio de dos décadas del presidente Ferdinand Marcos, y jugó un papel clave en la revolución del poder popular de 1986 que derrocó a Marcos. Se educó y entrenó a los estudiantes en las obras de creación, inspirada en las obras de Cristo, inculcando la importancia de las oraciones más especialmente el Santo Rosario, trabajando junto y la continuación de la misión de la Rev. Patrick Peyton, más conocido como el "Rosario Sacerdote".
Padre Reuter recibió premios y reconocimientos por la promoción de la Iglesia Católica a través de los medios de comunicación, incluyendo el premio "Outstanding Service a la Iglesia católica en el campo de los medios de comunicación", dado personalmente a él en enero de 1981 por el Papa Juan Pablo II. Por su trabajo en el campo de la comunicación, y la formación de líderes prominentes y artistas en la sociedad filipina, fue nombrado "ciudadano honorario de la República de Filipinas" en 1984 por la Batasang Pambansa por un voto unánime.
P. Reuter se retiró a Xavier House en Santa Ana, antes de ser trasladado al Hospital de Nuestra Señora de la Paz en la ciudad de Parañaque, donde permaneció hasta su muerte en la víspera de Año Nuevo de 2012 a los 96 años.

## Servicio fúnebre

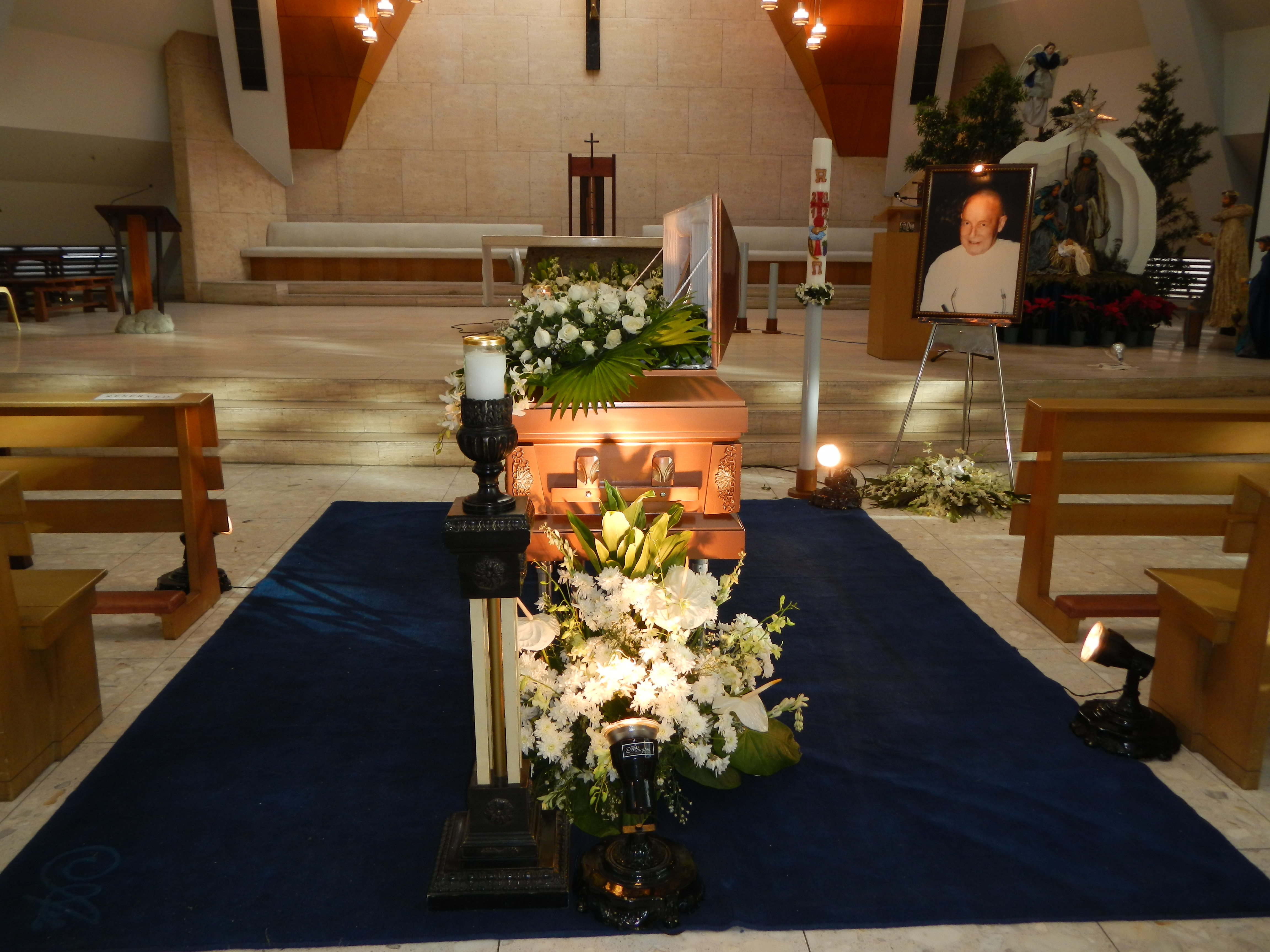
Ataúd cerca del santuario de la  Iglesia del Gesù.
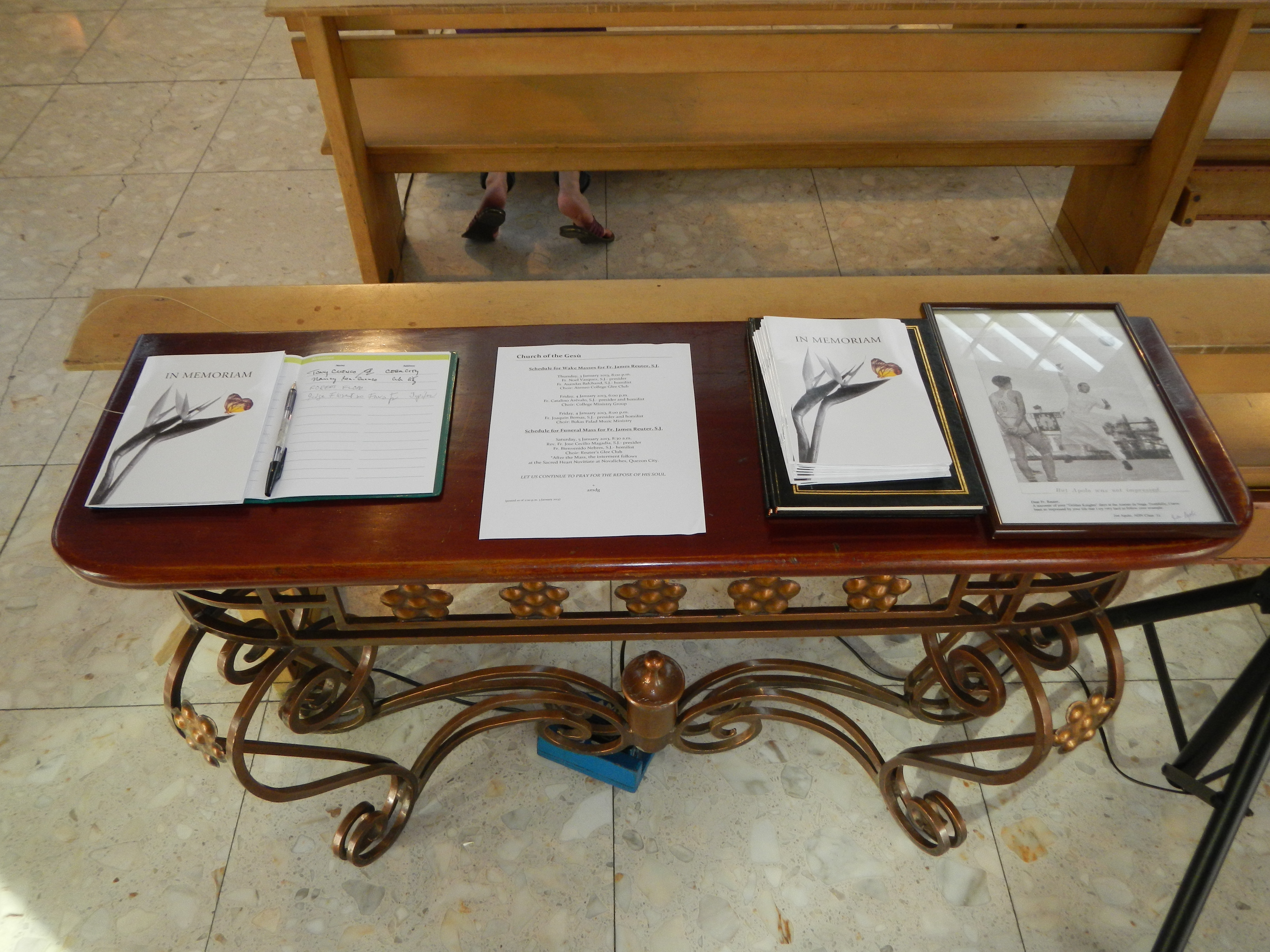
El libro de condolencias y el horario de los servicios fúnebres
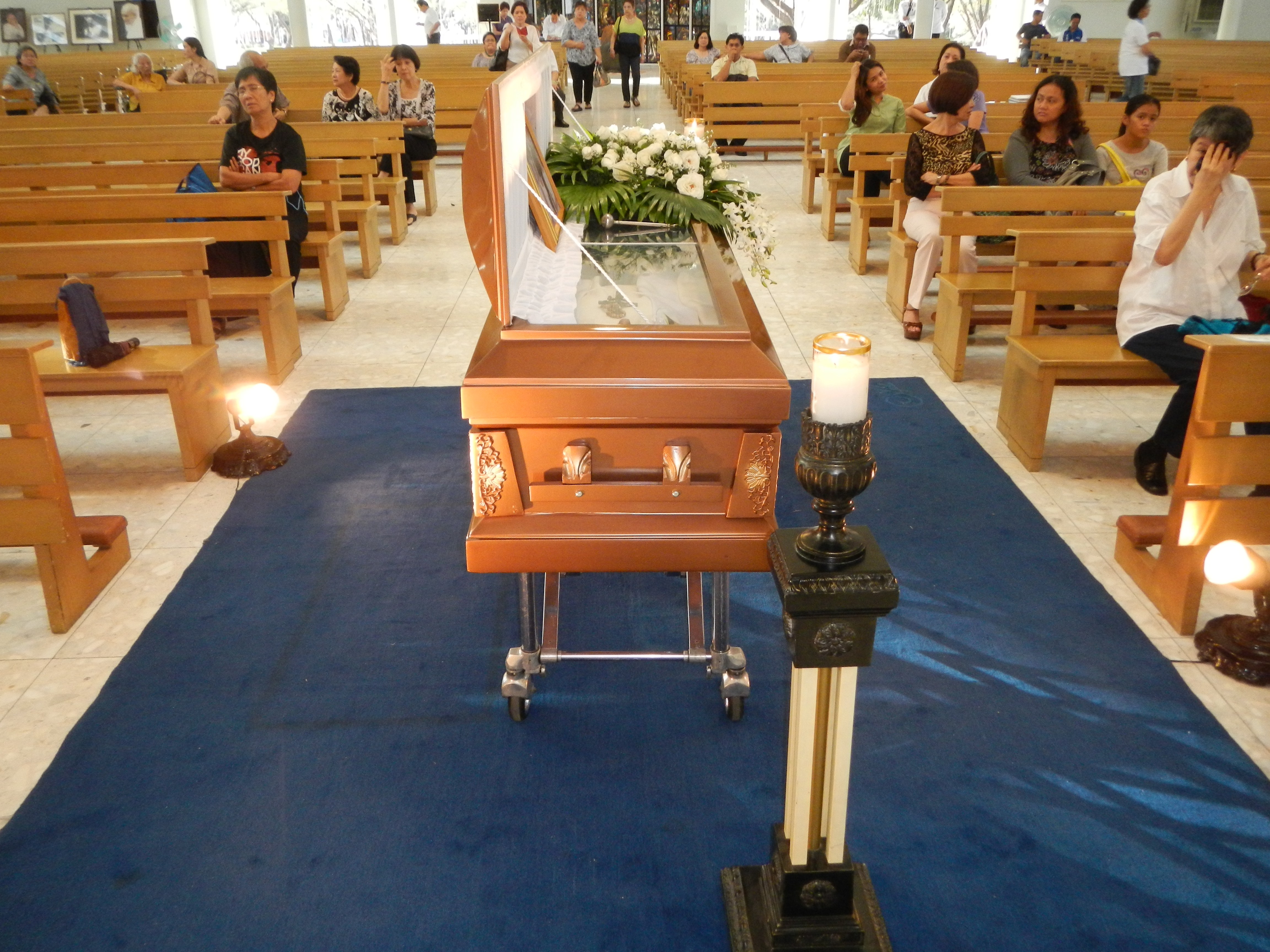
El ataúd del P. Reuter en su funeral
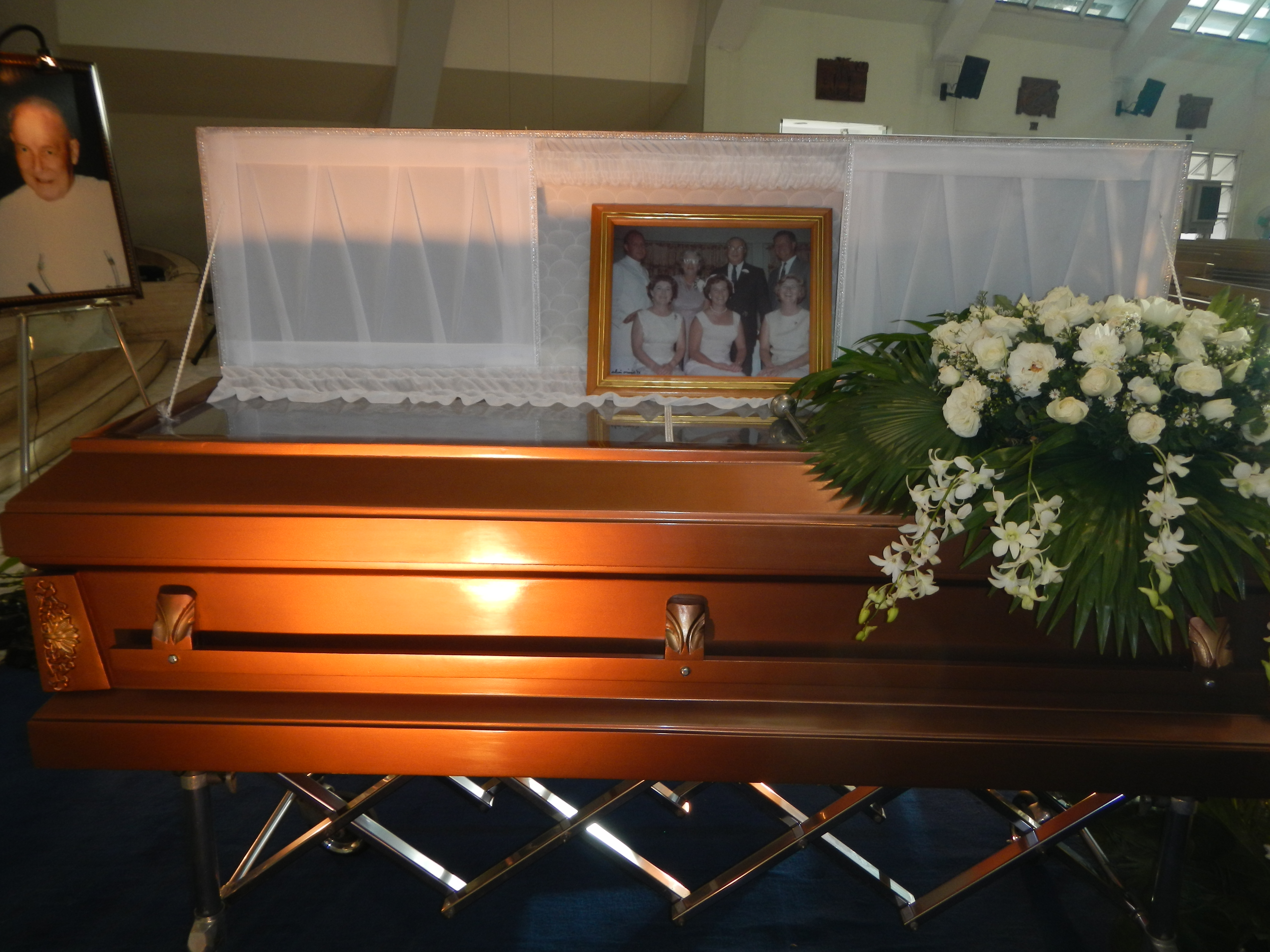
Fotos de los familiares del P. Reuter en su ataúd abierto
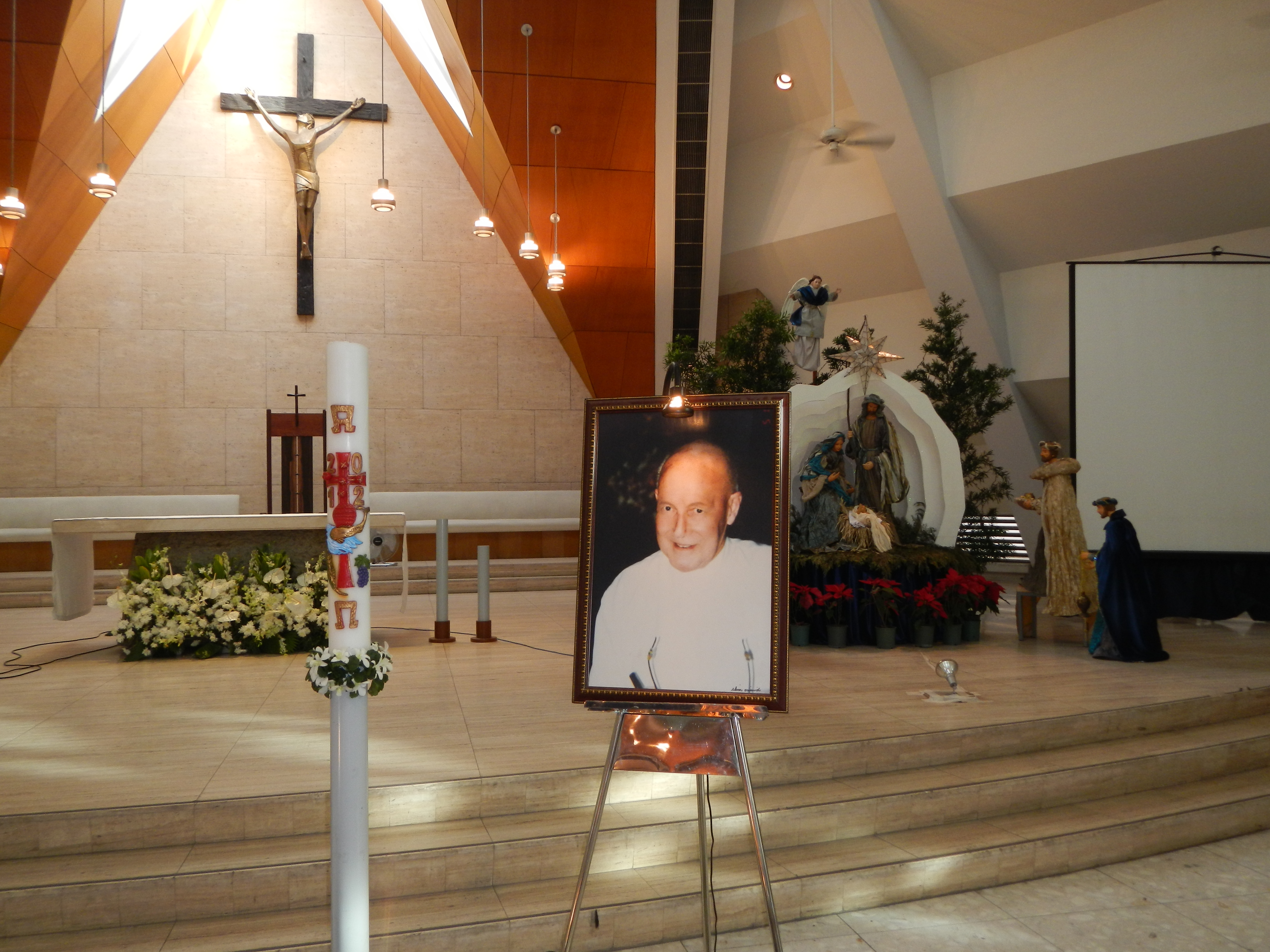
Retrato funerario del P. Reuter al lado de la cirio pascual
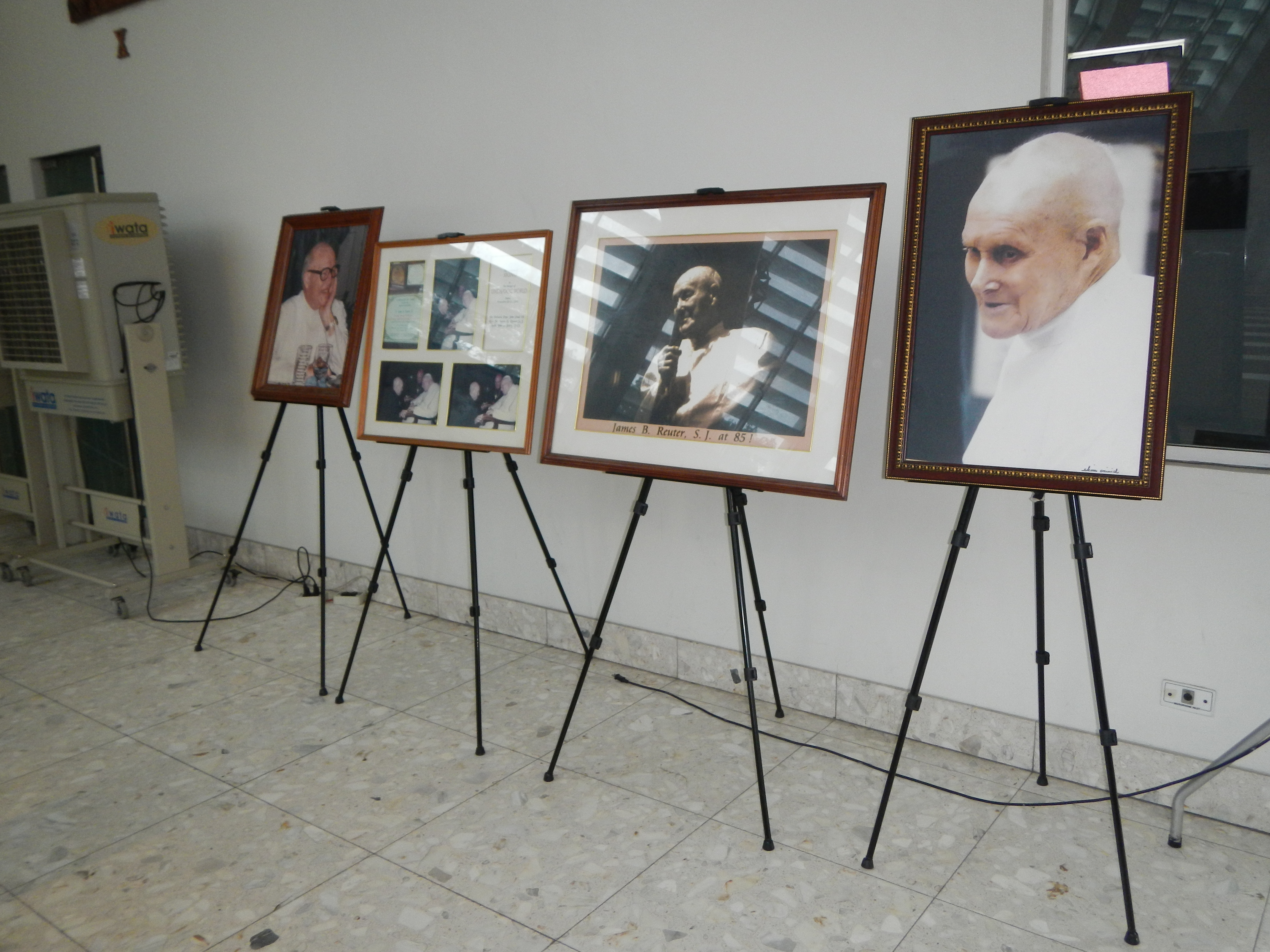
Galería de fotos cerca del nártex de la iglesia
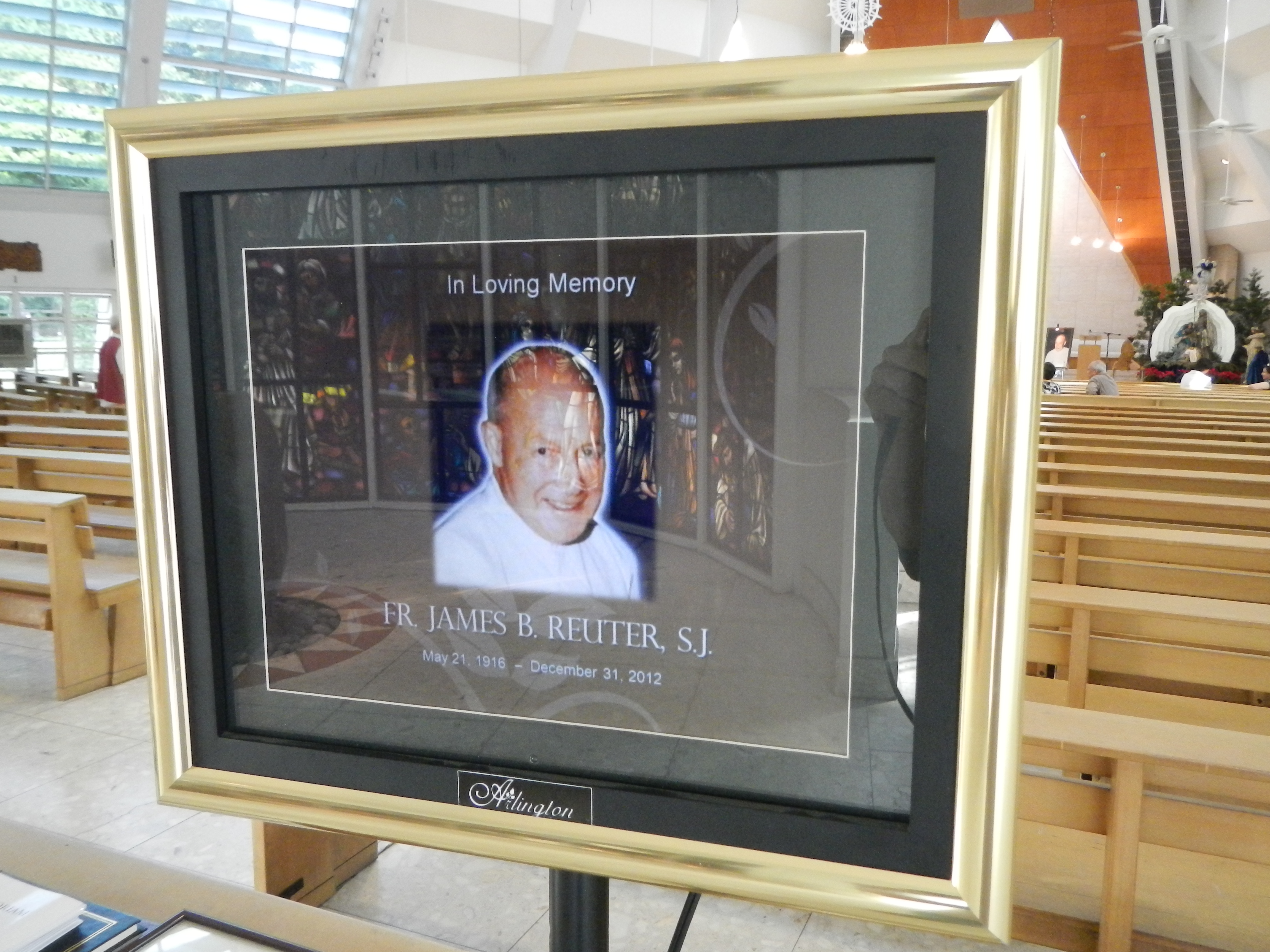
Anuncio de internamiento
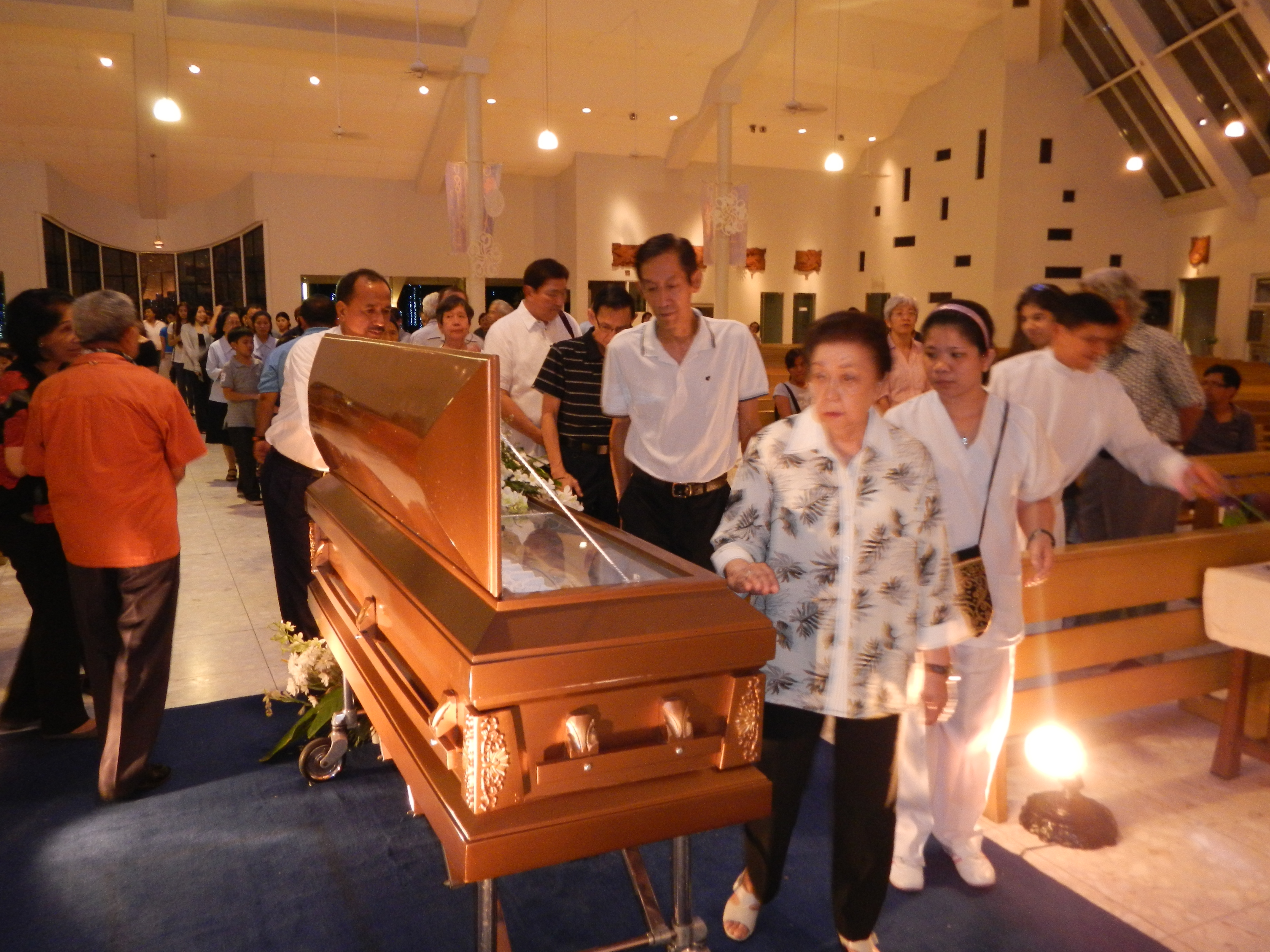
Visualización final el 4 de enero de 2013
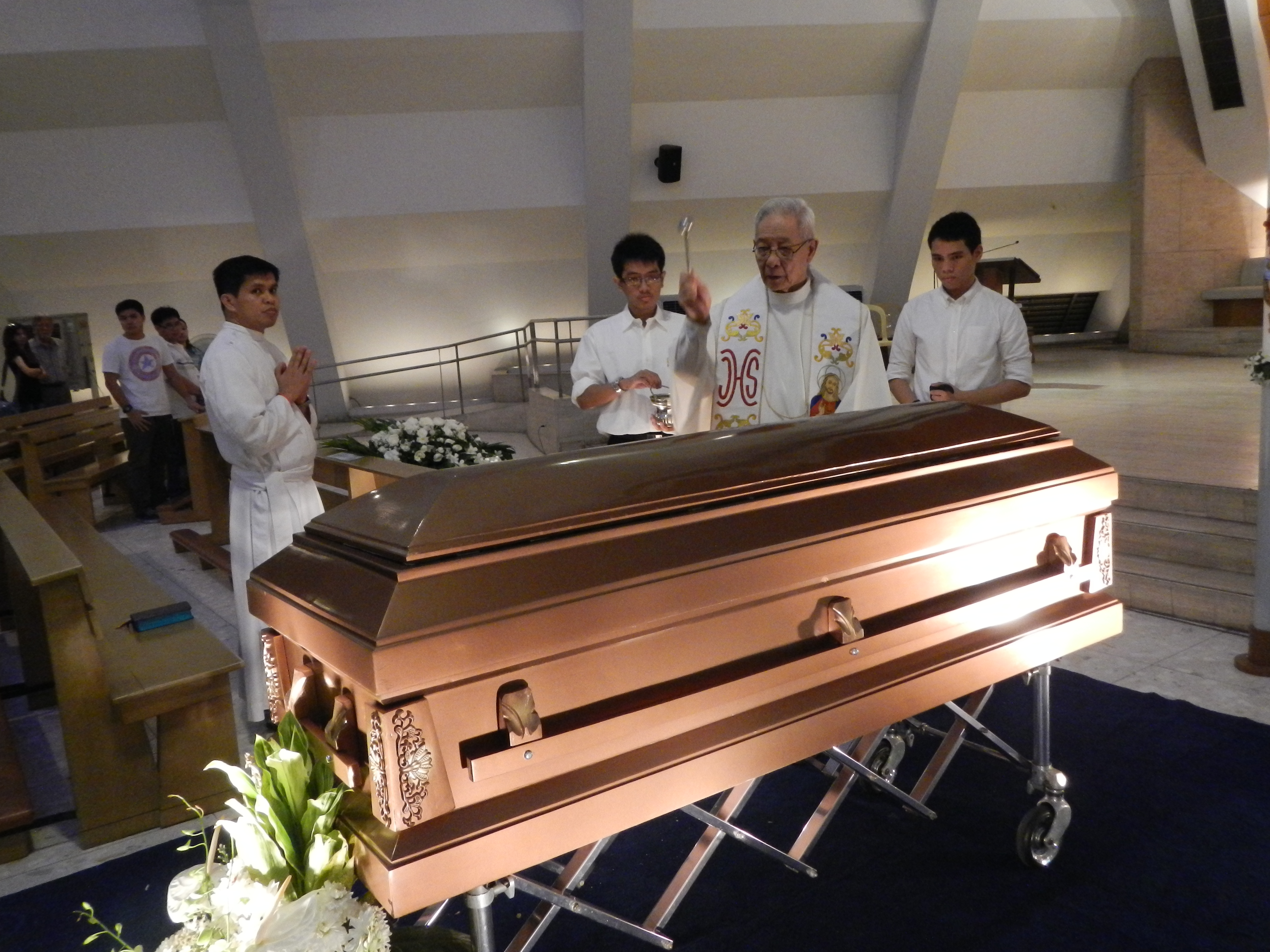
Catalino G. Arévalo bendiciendo el ataúd en la Misa de Réquiem
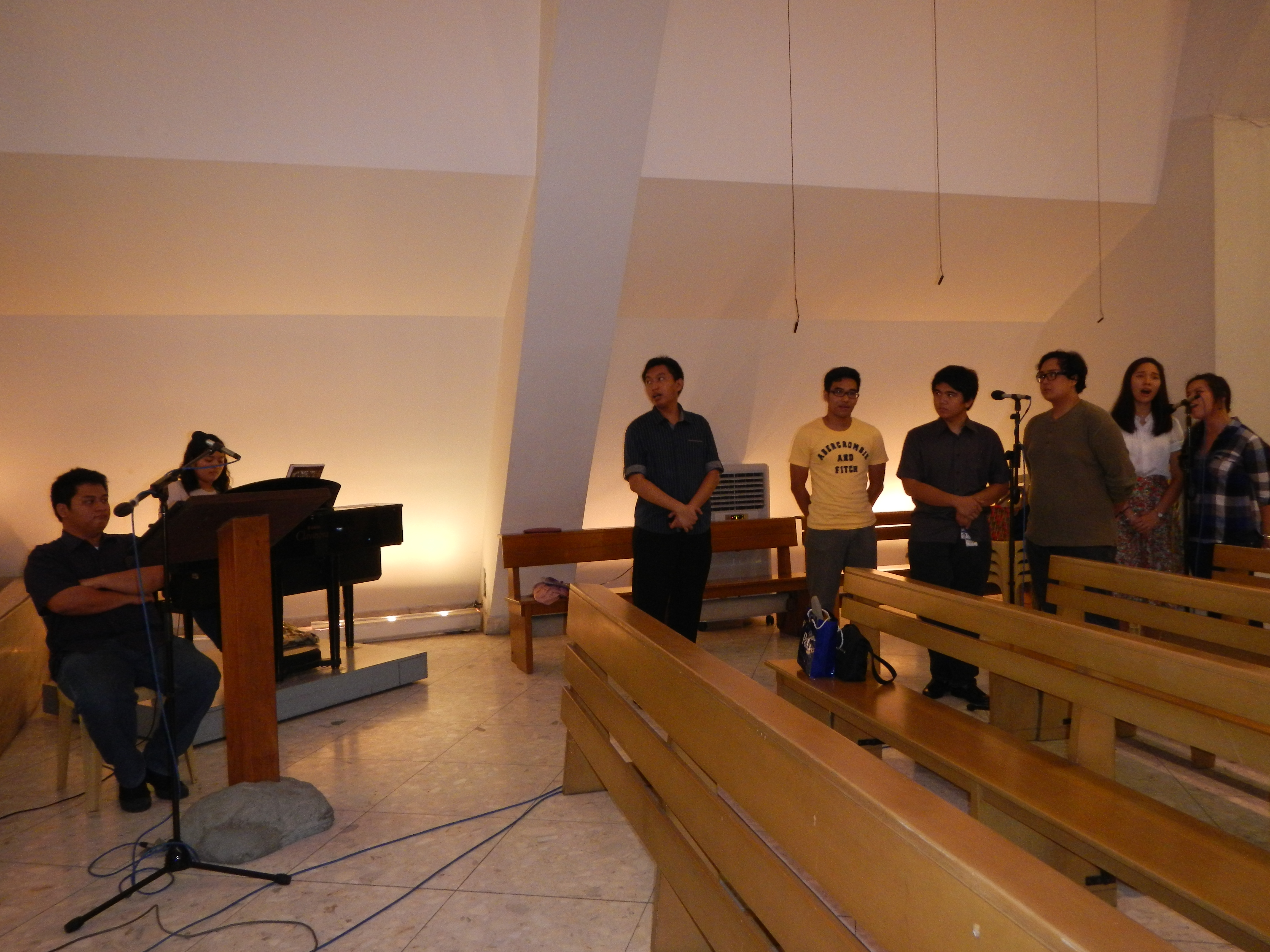
Club Glee de Reuter cantando en el funeral
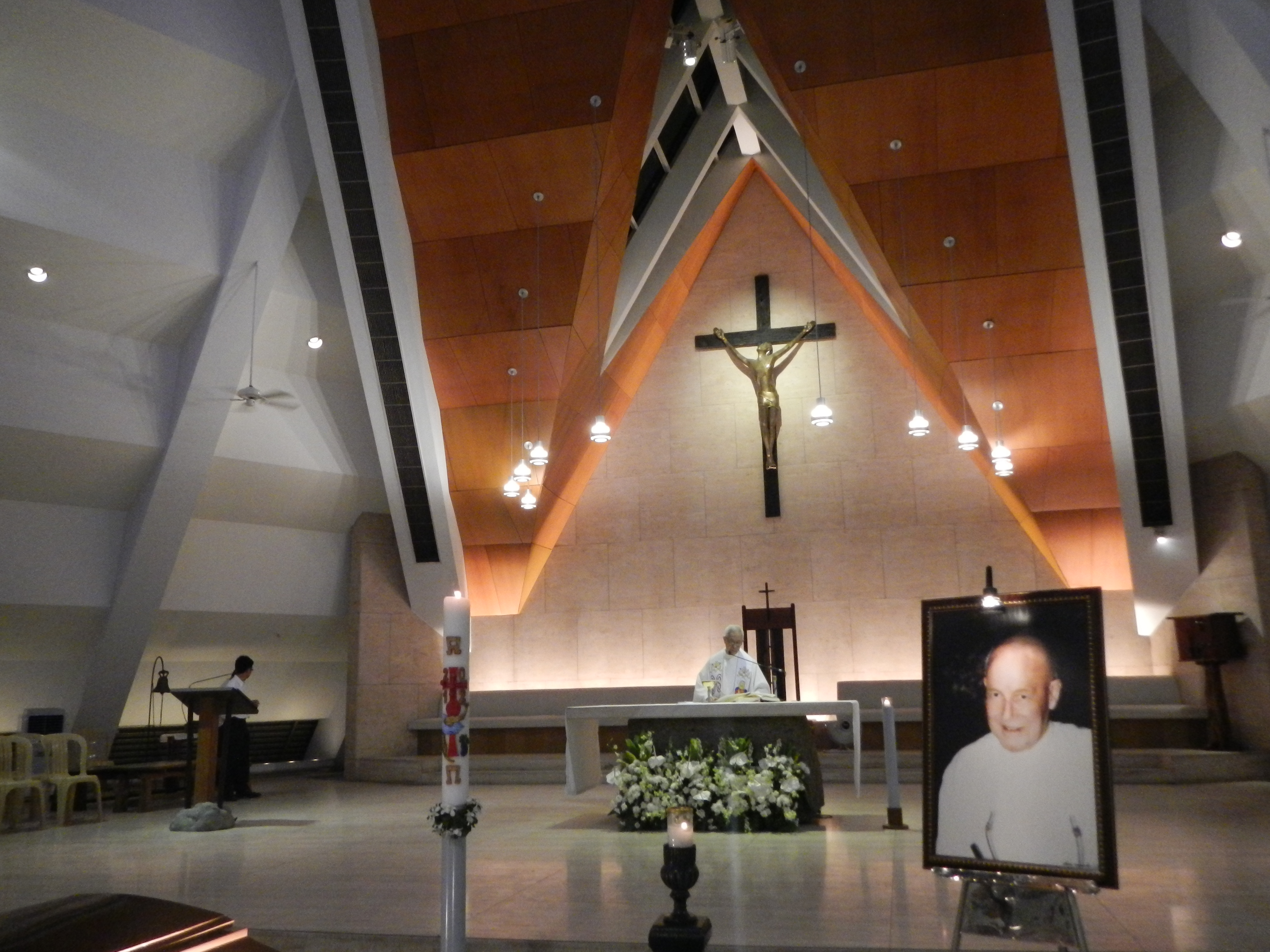
Seminaristas y sacerdotes jesuitas escoltan el ataúd del P. Reuter para el entierro en el Corazón Sagrado Noviciado en Novaliches, Quezon City, el 5 de enero de 2013